# Rastafarianesimo

La bandiera dell'impero d'Etiopia con il leone di Giuda

Il rastafarianesimo (anche rastafari, rasta) è una religione monoteista nata negli anni trenta del Novecento, che si presenta come erede del cristianesimo. Il termine deriva da Ras Tafari, ossia il nome dato alla nascita all'imperatore Hailé Selassié, ossia "Potenza della Trinità" (poi salito al trono d'Etiopia nel 1930) con l'aggiunta del titolo di Ras...
In seguito alla sua incoronazione, i rastafariani riconobbero in lui Gesù Cristo nella sua "seconda venuta in maestà, gloria e potenza", o in ogni caso come una manifestazione di Dio in terra come profeticamente annunciato dalle Sacre Scritture, essendo egli, secondo la mitologia etiope, diretto discendente della tribù di Giuda che affonda le sue radici nell'incontro tra re Salomone (figlio di Davide) e la regina di Saba, episodio narrato nella Bibbia e nell'antico libro chiamato Kebra Nagast, che riveste una certa importanza nella tradizione della Chiesa ortodossa etiope a cui tutti i rasta fanno riferimento (in accordo con l'esempio di Ras Tafari stesso). L'incoronazione di Hailé Selassié aveva anche una valenza politica, oltre che religiosa, essendo all'epoca l'Etiopia l'unico stato indipendente del continente africano. Le credenze rastafariane si basano su un'interpretazione della Bibbia. Centrale alla religione è la credenza monoteistica in un unico Dio, chiamato Jah, che risiede parzialmente in ogni individuo.
Il Rastafarianesimo è afrocentrico e concentra l'attenzione sulla diaspora africana, che crede sia oppressa dalla società occidentale, o "Babilonia". Molti Rasta chiedono il reinsediamento di questa diaspora in Africa, un continente che considerano la Terra Promessa, o "Zion". I Rasta si riferiscono alle loro pratiche come "livity", che include l'adesione ai requisiti dietetici Ital, l'indossare i capelli in dreadlocks e seguire i ruoli di genere patriarcali. Gli incontri comunitari sono noti come "groundations" e sono caratterizzati da musica, canti, discussioni e il fumo di cannabis, quest'ultimo considerato un sacramento con proprietà benefiche.
Il rastafarianesimo si è ispirato alla predicazione del leader Marcus Mosiah Garvey. Altri elementi di spicco, che hanno avuto un ruolo primario nella nascita di questo credo sono stati Leonard Howell, H. Archibald Dunkley e Joseph Nathaniel Hibbert. A partire dagli anni settenta la cultura rasta ha aumentato la propria diffusione nel mondo grazie agli artisti della musica reggae, tra i quali Bob Marley, Peter Tosh, Burning Spear e numerosi altri, che ne veicolavano i contenuti. Nel 2001 il numero di rasta nel mondo è valutabile a 1.000.000 di persone (da altre fonti anche 10.000.000 o 15.000.000 di persone).

## Origini storiche

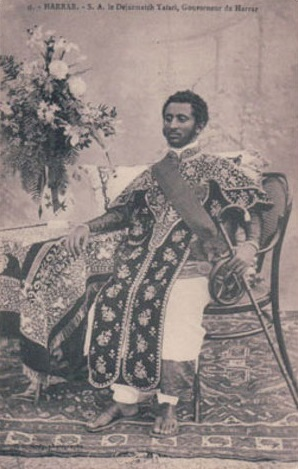
Imperatore Negus d'Etiopia Hailé Selassié

Sebbene questo sentimento religioso sia nato in Etiopia, esso si è sviluppato contemporaneamente in tutto il mondo, presso popolazioni non-etiopiche, e in seguito all'incoronazione di Hailé Selassié, verificatasi nel 1930.
Fondamentale per la sua affermazione fu il movimento etiopista, che già nel XIX secolo agitava molte comunità africane e della diaspora nera. Era una corrente di ispirazione cristiana che rivendicava il recupero della dignità culturale e nazionale degli africani, turbati dalla deportazione e dalla schiavitù, mediante il riferimento spirituale e politico all'Etiopia. Nei primi del Novecento, gli etiopisti, guidati da Marcus Garvey, il cui ministero è spesso assimilato dai rastafariani a quello di Giovanni Battista precursore di Cristo, cominciarono a proiettare una viva attesa messianica di riscatto sull'Etiopia, e, nel 1930, dopo aver assistito alla sua incoronazione, alcuni discepoli di Garvey, capeggiati dal carismatico Leonard Howell, videro in Hailé Selassié il Messia atteso, che non era però, nella loro interpretazione, un generico liberatore politico, ma Gesù stesso.
Questa persuasione diede il via ad un nuovo e autonomo movimento, detto in seguito RasTafarianesimo, in virtù del nome di battesimo di Hailé Selassié, Tafari (e quindi il Ras Tafari), per indicare la propria identificazione con Hailé Selassié, la cui rivelazione diventò il punto di riferimento essenziale. Dopo l'intensa predicazione dei primi seguaci in Africa e in America ed una prima rapida espansione, a metà del XX secolo, nelle Indie occidentali, negli Stati Uniti e in Inghilterra, il rastafarianesimo si è di seguito radicato ovunque sul globo, grazie agli insegnamenti del libro sacro Kebra Nagast e soprattutto grazie al potere mediatico della sua vivace cultura musicale, legata in particolare al reggae, che ne veicola il messaggio teologico.

## Dottrina e caratteristiche fondamentali

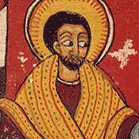
Gesù nella tradizione Rasta

La dottrina del rastafarianesimo è fondata sull'esempio e la predicazione di Hailé Selassié. I rastafariani accettano gli insegnamenti teologici e morali di Gesù, custoditi dall'antichissima tradizione etiopica ortodossa, e credono che l'imperatore abissino li attualizzi e compia profeticamente in quanto Cristo, tornato secondo le esigenze dell'uomo moderno. Perciò, essi credono nella divinità di Cristo, nella Trinità, nella resurrezione dei corpi, nella verginità di Maria ed in tutti gli altri dogmi della cristianità ortodossa. Anche se molti membri lo considerano Dio sceso in terra (il Padre, comunemente chiamato Jah).
Il loro Testo Sacro è costituito dal canone biblico etiopico, stabilito da Hailé Selassié, composto dall'Antico e dal Nuovo Testamento e dai testi ufficiali che contengono la testimonianza storica del re. In accordo con la tradizione etiopica, raccolta nel Kebra Nagast, i rastafariani credono che l'Etiopia sia la Nuova Gerusalemme, la nazione eletta alla custodia della cristianità nei tempi della frammentazione e della falsificazione, sino all'avvento secondo di Cristo, compiutosi nel compianto sovrano di Addis Abeba.
In questo libro è riportato l'incontro tra re Salomone e la regina di Saba, descritto anche dalla Bibbia (1 Re 10; 2 Cronache 9); ella, curiosa di conoscere la straordinaria saggezza del Re, si reca a Gerusalemme e dalla relazione amorosa sorta tra i due nasce Menelik, capostipite della dinastia regale etiopica. L'Etiopia riceve la missione di preservare la purezza della cristianità dopo il rifiuto di Israele e di custodire il carisma del trono davidico a cui è destinato sin dall'inizio del mondo. A riprova della sua elezione, l'Etiopia riceve l'arca dell'Alleanza, oggi conservata in un santuario di Axum. Hailé Selassié fu l'ultimo regnante ad occupare il seggio di Davide, prima della dissoluzione della monarchia, e questo incoraggia i rastafariani a riconoscere in lui il compimento delle promesse divine.
Essi osservano i dieci comandamenti del Sinai e alla legge ebraica , oltre che alle regole d'amore dettate da Cristo: "Ama il Signore Dio con tutto il tuo cuore, con tutta la tua anima, con tutta la tua mente" e "Ama il prossimo tuo come te stesso" (Luca 12, 28-31). Istruiti dalla tradizione etiopica e dalla decisiva predicazione di Hailé Selassié, i rastafariani nutrono un particolare rispetto per le altre culture religiose, ripudiando comunque ogni politeismo, e parlano di "parentela spirituale" dei mistici di tutte le culture storiche, utilizzando un'espressione del Re stesso. Pur difendendo il primato della propria identità, i rastafariani sostengono che si pervenga alla salvezza mediante la Fede nel Divino e l'osservanza della morale naturale, al di là delle posizioni teologiche e metafisiche: da questo procede il loro vivo interesse per gli altri culti monoteistici considerati, sempre in riferimento ad una frase di Hailé Selassié, "vie del Dio vivente", che non è possibile giudicare. Sono quindi dottrinalmente contrari al settarismo religioso, come si evince anche dalla lettura del testo sacro di riferimento, il Kebra Nagast.

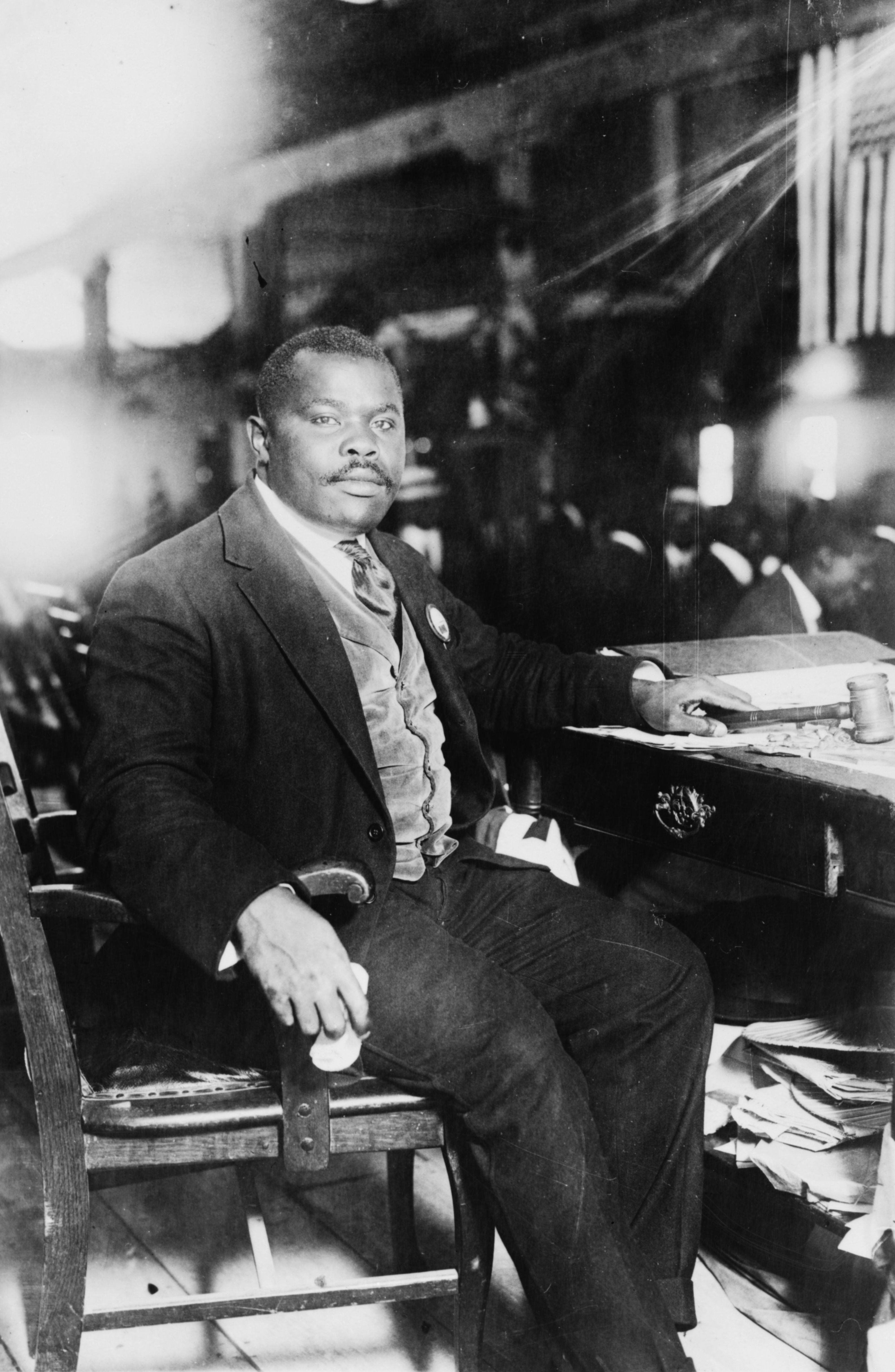
Marcus Garvey, uno dei principali fondatori del movimento rastafari

Inoltre essi professano i precetti politici che il Re ha trasmesso loro, completando la rivelazione storica. Credono dunque in una moralità internazionale retta dal principio della sicurezza collettiva, dell'autodeterminazione dei popoli, dell'uguaglianza dei diritti, della non-interferenza, e nel riconoscimento di un ordine sovra-nazionale che ripudi la guerra, per la ricomposizione pacifica delle dispute e per la risoluzione dei problemi comuni, istituzionalmente governato dall'ONU. Credono nella necessità di costruire sistemi politici liberali e democratici, fondati sull'osservanza della dichiarazione dei diritti umani e difensori della libertà civile, economica, spirituale e culturale, rifiutando dunque ogni ideologia e statolatria totalitaristica, di destra e sinistra, che assorba l'anima umana, possesso esclusivo di Dio; credono inoltre nella necessità di uno Stato socialmente impegnato, che non si limiti a garantire negativamente la libertà, ma che guidi ed educhi l'uomo, pur laicamente, al rispetto del prossimo e del Signore.
Inoltre, i rastafariani sostengono che sia necessario affrontare con particolare attenzione, per il benessere dell'intero globo, il problema del continente africano, il più povero ed afflitto del pianeta in virtù di secoli di sfruttamento e aggressioni, eticamente meritevole di una riparazione storica. Forti dell'esempio di Hailé Selassié, considerato comunemente il padre dell'Africa unita e principale fondatore dell'Organizzazione dell'unità africana, chiedono che l'Africa realizzi l'unione continentale, liberandosi dalla dipendenza dai poteri stranieri, recuperando la propria identità, e sviluppandosi secondo modelli politici e culturali propri, che tali poteri hanno cercato e cercano di strapparle. Gli africani deportati, in particolare, per raggiungere la pienezza di sé e fronteggiare il proprio disagio storico, devono ricordare le proprie origini e onorarle, e lavorare attivamente per questa causa: è in tale ottica che l'idea di rimpatrio, a cui Hailé Selassié dedicò parte delle sue energie e per cui mise a disposizione un ampio territorio etiopico, acquisisce un significato vitale.
I rastafariani hanno fede in Hailé Selassié per varie ragioni:
- credono che egli esprima una santità assoluta e che abbia compiuto opere miracolose, principalmente di natura politica, in Etiopia e nel mondo;
- credono che egli, come Gesù, compia le profezie della Bibbia, sia in termini espliciti che allegorici, ponendo particolare attenzione sull'Apocalisse di Giovanni;
- credono nella veridicità dei suoi titoli e nella sua testimonianza, che tendono a proiettarlo nella trascendenza e nel mistico;
- pensano che tali posizioni ignorino il contenuto della Rivelazione, e che l'atteggiamento "restio" di Hailé Selassié compia perfettamente le linee della cristologia cristiana.

I rastafariani rifiutano l'idea del decesso fisico o spirituale di Hailé Selassié, credendo nel suo occultamento volontario agli occhi degli uomini secondo la teologia cristiana. I misteri che ancora oggi avvolgono la scomparsa di Hailé Selassié (la mancanza di foto, video, la negazione dei funerali, la scelta di non mostrare il suo corpo, la provata falsità delle cause fisiche addotte per giustificare il decesso) sono per loro la dimostrazione della veridicità della propria fede. Credono dunque che Hailé Selassié sia ancora corporalmente vivo e presente sul trono d'Etiopia e che essi costituiscano il Suo Regno.
L'idea che il rastafarianesimo sia riservato agli africani e che escluda la partecipazione dei "bianchi" non è assolutamente vera. Hailé Selassié, secondo lo spirito del Vangelo, ha insegnato l'assoluta uguaglianza delle etnie ed ha predicato il proprio messaggio a tutte le nazioni. Sono presenti tra gli occidentali forti comunità rastafariane e personalità importanti per la storia del movimento. I rastafariani, in accordo con i precetti di Hailé Selassié e con i contenuti del Kebra Nagast, predicano il rispetto del proprio corpo quindi l'astensione da tatuaggi. Praticano l'esercizio fisico e il rifiuto dalle droghe, ad eccezione della marijuana usata per scopi meditativi da alcuni membri. Si astengono anche dal consumo di cibi impuri, rispettando le leggi alimentari kosher. Vivono perciò secondo quella che loro chiamano "pratica dell'Ital", un modo "vitale" di intendere il proprio rapporto con la Creazione.

### Sion e Babilonia
La nostalgia per la Terra Promessa, identificata nella Bibbia con Sion, è un tema fondamentale nella religione rastafariana, intesa come metafora della nostalgia e del desiderio di ritorno alla patria ancestrale africana. Sion è vissuta in opposizione a Babilonia, che nella Bibbia è il luogo della cattività babilonese e nella teologia rastafariana assume il significato della società occidentale.
Una delle caratteristiche e principio fondamentale della Livity Rastafari è il contatto con la Natura, ripudiano quindi la società moderna, che instaurandosi è andata oltre il semplice dominio della natura, rovinandola con l'eccesso della produzione capitalista e l'ideologia neo-liberista; si può quindi dire che i Rastafariani sono contro l'industrializzazione e a favore dello sviluppo sostenibile sociale e ambientale. Molti di loro proprio in nome di questi principi vivono o vorrebbero vivere coltivando la terra e restando a contatto con la natura e fuori dal caos dell'odierna società in disordine, chiamata da loro "Babilonia".

### I dreadlocks e il mito di Sansone

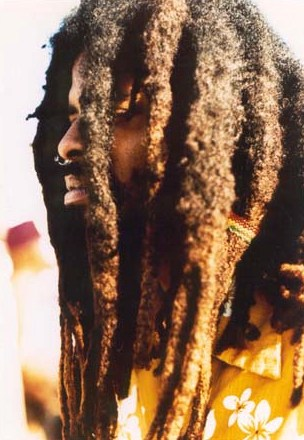
Un uomo rasta con i dreadlocks

I rastafariani sono comunemente conosciuti per i cosiddetti dreadlocks o rasta, delle lunghe e dure ciocche annodate che caratterizzano la chioma di molti fedeli. Si tratta di una pratica facoltativa e molti rastafariani non sono nazirei. Queste costituiscono la realizzazione materiale di un voto biblico, il nazireato, descritto nella legge mosaica (Numeri 6) e custodito nella Cristianità dalla sola tradizione etiopica. Questa pratica ascetica comporta la consacrazione del proprio capo e dunque l'astensione dalla tonsura e dalla pettinatura, generando naturalmente le celebri trecce (Giudici16:13-19); implica inoltre l'astensione da alcolici. Queste tuttavia sono pratiche assolutamente facoltative e pertanto non obbligatorie, sebbene sia predicata l'astensione dalle forme di ubriachezza.
Il Kebra Nagast racconta di come un Angelo apparve alla madre di Sansone, ammonendola di non tagliargli i capelli e farlo crescere puro, illibato e nazireo. La figura di Sansone pelato, cieco, incatenato, è un esempio di ciò che può accadere a chi usa il metallo di Babilonia (secondo alcuni, con questa espressione si suole indicare il bronzo, l'argento e l'oro dei quali sarebbe stato saccheggiato il tempio di Salomone; gli scettici credono si riferisca invece al denaro, la moneta dell'uomo occidentale e capitalista), a chi si fida di donne cattive e disubbidisce i comandi divini. Bisogna conservare la propria integrità fisica e morale, e i capelli sono un simbolo, da custodire gelosamente.
(Bob Marley)
Cappello caratteristico di molti rastafariani è il tam, classico cappello con i colori della bandiera etiope, spesso con visiera.

## La musica rastafariana
La musica Nyabinghi è musica rasta per eccellenza. Questa era suonata alle cerimonie sacre chiamate "grounations", che includevano percussioni, canti e balli, assieme alla preghiera e all'uso della marijuana. Il nome nyabinghi deriva da un movimento dell'est dell'Africa attivo nel periodo tra gli anni Cinquanta dell'Ottocento e gli anni Cinquanta del Novecento che fu guidato dalle popolazioni che si opponevano all'imperialismo europeo. Questa forma di nyabinghi girava attorno alla figura di Muhumusa, una donna guaritrice dell'Uganda che organizzò una resistenza contro i colonialisti tedeschi. I britannici in Africa combatterono i nyabinghi, classificandoli come stregoni dopo che era stata varata l'"Ordinanza sulle stregonerie" nel 1912.
In Giamaica, la cultura nyabinghi venne adottata da molti anti-colonialisti che si opponevano all'occupazione britannica, e venivano spesso organizzate delle danze per invocare il potere di Jah contro l'oppressore. Il tamburo è il simbolo dell'africanità dei rastafari, e molti fedeli sostengono che lo spirito divino di jah sia presente nel tamburo. La musica africana sopravvisse alla schiavitù perché i colonizzatori incoraggiavano a suonarla come metodo per tenere alto il morale degli schiavi. La musica popolare giamaicana (mento, calipso, nyabinghi e poi reggae in tutte le sue forme) sorse dunque dall'incontro tra elementi nativi africani, ed elementi provenienti dai colonizzatori europei.
Il più significativo elemento musicale africano sopravvissuto nella tradizione popolare giamaicana è il burru drumming, inizialmente suonato nella parrocchia di Clarendon, una zona della Giamaica, e poi nell'ovest di Kingston. Essendo la Giamaica il luogo di smistamento degli schiavi africani dopo il lungo viaggio transoceanico, delle comunità di schiavi fuggiaschi, denominate Maroon, riuscirono a stabilirsi in questa zona e a mantenersi autonome, mantenendo le tradizioni africane in Giamaica e furono anche dei contributori alla nascita del rastafarianesimo, quando il burru drumming fu in seguito introdotto nella crescente comunità rasta di Kingston.

### Popolarizzazione e prime registrazioni
Le prime registrazioni di musica rastafariana furono probabilmente iniziate da Count Ossie. Durante gli anni cinquanta egli venne seguito da altri artisti burru, come anche altri esponenti di altre religioni locali come la pocomania. Nel 1953, Ossie introdusse stili e ritmi ispirati al burru nella comunità rastafariana dell'ovest di Kingston.
Ossie poi registrò con la collaborazione dei Fokes Brothers il brano "Oh Carolina", che fu prodotto da Prince Buster. "Oh Carolina" fu la prima canzone popolare in Giamaica, e durante le stesse sessioni di registrazioni vennero prodotte le hit ska "They Got to Go" e "Thirty Pieces of Silver". Ossie venne conosciuto per altri lavori (con la sua band, The Mystic Revelation of Rastafari) specialmente con Grounation del 1974. Ossie registrò anche materiale dalle sonorità jazz, incorporando comunque elementi derivanti dalla tradizione rasta come le percussioni prima della sua morte avvenuta nel 1976.

### La musica reggae
La musica reggae nacque nel 1968 come variante del rocksteady. Questa musica era sostenuta in Giamaica principalmente dai rude boy, giovani delinquenti senza lavoro provenienti dai ghetti poveri di Kingston, i quali imitavano il vestiario dei gangster mafiosi dei film americani. L'emigrazione giamaicana verso l'Inghilterra era sempre stata forte, ma dopo l'indipendenza della Giamaica nel 1962 si intensificò ulteriormente, e gli immigrati trascinarono inevitabilmente la loro cultura, la loro musica nel paese europeo. Dapprima lo ska, poi il rocksteady, e poi il reggae, divennero molto popolari all'interno di alcuni movimenti giovanili britannici. Dal 1968, in contemporanea con la nascita del reggae, si assistette allo sviluppo di una nuova subcultura britannica chiamata skinhead, che adottò questa musica come propria del movimento. Questo legame ebbe il tempo di durare qualche anno, quando nei primi anni Settanta, più o meno nel 1972, il reggae cominciò ad essere associato al movimento rastafari.
Come conseguenza, l'early reggae, o skinhead reggae, così chiamato appunto per la popolarità tra gli skin, declinò, lasciando la strada libera per questa nuova forma politico-religiosa. Tutto ciò provocò anche il declino dello stesso movimento skinhead, che finì per scomparire per una buona parte degli anni Settanta. Il reggae cominciò ad ottenere consensi internazionali nei primi anni settanta, grazie alla fama del re del reggae Bob Marley. che incorporò elementi nyabinghi e canti rastafariani nella sua musica. Brani come "Rastaman Chant" condussero questo movimento e la musica reggae agli occhi del mondo (specialmente tra le minoranze oppresse come gli afro-americani, i nativi americani, prime nazioni canadesi, aborigeni australiani, i maori neozelandesi, o altre popolazioni africane). Tuttavia alcuni rasta disdegnarono il reggae affermando che era una forma di musica commerciale.

### Roots reggae
Roots reggae è il nome del sottogenere del reggae proprio dei rastafariani. Questo è un tipo di musica spirituale, i quali testi trattano per la maggior parte l'elogio di Jah (Dio). I temi ricorrenti includono la povertà e la resistenza all'oppressione del governo. Il culmine creativo del roots reggae infatti fu molto probabilmente nei tardi anni settanta, grazie ad artisti come Johnny Clarke, Horace Andy, Barrington Levy, e Lincoln Thompson che collaborarono con grandi produttori come Lee "Scratch" Perry, King Tubby, e Coxsone Dodd. Il roots reggae rappresenta una parte molto importante della musica giamaicana, e mentre altre forme di reggae cercarono in seguito un fine commerciale allontanandosi dai temi religiosi, il roots ha sempre mantenuto salda la sua impronta trovando una schiera di sostenitori sparsi in tutto il mondo.
Il Roots reggae (come anche gli altri generi appartenenti al reggae) viene utilizzato dai rastafariani per diffondere il messaggio di pace, amore e per diffondere il rastafarianesimo stesso, infatti non a caso alcuni cantanti reggae seguono il rastafarianesimo.

## Correnti di pensiero
All'interno del Rastafarianesimo si osservano diverse correnti.
Le principali sono i Nyabinghi (o Nayabinghi, Iyahbinghi, Niyahbinghi), i Bobo Ashanti (conosciuti anche con il nome E.A.B.I.C che sarebbe l'abbreviazione di Ethiopian African Black International Congress, ma anche chiamati Boboshanti, Bobo Shanty o Bobo dread), e le Twelve Tribes of Israel. 
La corrente di pensiero più praticata è quella dei Nyabinghi, ma nonostante ciò appartenere a una corrente di pensiero non è obbligatorio, infatti molti rasta come Bob Marley non fanno parte di nessuna corrente mistica (anche se Marley frequentava spesso le Twelve Tribes of Israel però senza diventarne mai membro).
I rasta predicano l'amore e l'uguaglianza tra tutte le etnie.

## I rastafariani e l'uso della marijuana
I rastafariani utilizzano la marijuana. L'erba è usata come medicinale, ma anche come erba meditativa, apportatrice di saggezza. Viene sostenuto che l'erba ganja sia cresciuta sulla tomba del Re Salomone, chiamato il Re Saggio, e da esso ne tragga forza.
La marijuana è anche associata all'albero della vita e della saggezza che era presente nell'Eden a fianco dell'albero della conoscenza del bene e del male.
I Rastafariani, comunque, predicano la disciplina morale ed il controllo di sé, e sono avversi ad ogni forma di ubriachezza.
Inoltre in Apocalisse (22, 1-4) ritroviamo una speciale rivelazione per il popolo Rasta, che vede ancora una volta le proprie fondamenta cristiane concretizzate nella Bibbia:
1 Mi mostrò poi un fiume d'acqua viva limpida come cristallo, che scaturiva dal trono di Dio e dell'Agnello.
2 In mezzo alla piazza della città e da una parte e dall'altra del fiume si trova un albero di vita che dà dodici raccolti e produce frutti ogni mese; le foglie dell'albero servono a guarire le nazioni.
3 E non vi sarà più maledizione.
Il trono di Dio e dell'Agnello
sarà in mezzo a lei e i suoi servi lo adoreranno;
4 vedranno la sua faccia
e porteranno il suo nome sulla fronte."

## Le donne rastafariane
I rastafariani conferiscono alla donna, in accordo con gli insegnamenti di Hailé Selassié, la medesima dignità dell'uomo. L'imperatrice Menen, legittima sposa dell'Imperatore ed associata alla sua gloria regale, riceve presso i rastafariani particolare venerazione, considerata la prima creatura dopo Cristo, la Madre della Creazione e la Regina dei Re. Tuttavia, il ruolo della donna, in accordo con gli insegnamenti della Scrittura (Efesini 5:22) è gerarchicamente subordinato a quello dell'uomo.